# 孙竹生
孙竹生（1914年10月22日—2000年4月14日），男，浙江绍兴人，中华民国及中华人民共和国机车车辆专家。

## 生平

### 早年
孙竹生出生在浙江省绍兴县同康村。6岁时，随母亲来到绍兴县城，进入绍兴县立第二小学学习。由于母亲及曾祖母先后病逝，孙竹生13岁时被父亲孙越崎带到中国东北，入哈尔滨许寰澄纪念中学（许公中学）住校学习。1929年初中毕业后，孙竹生考入哈尔滨工业大学预科，1932年升入哈尔滨工业大学机械系。当时，该大学的教师均是俄国人，学生也多是俄国人。1930年，日本方面强行接管中长铁路，驱逐了俄国人，哈尔滨工业大学也由日本人接管，并且组织在校的中国学生赴日本参观1个月。经过参观，孙竹生对日本的工业发展有了直接了解，回校后即开始从事毕业设计并准备答辩。此后，日本方面加紧镇压当地中国学生的爱国活动，孙竹生无法继续留在哈尔滨。1937年春，孙竹生来到俄国人开办的律师事务所，办理了哈尔滨工业大学的毕业证明，并赴美国领事馆取得了其签证的承认，然后进入山海关来到北平。

### 抗日战争时期
孙竹生到北平后不久，七七事变爆发。孙竹生乃赴武昌机车车辆工厂实习一年，1938年秋，随该工厂迁至湖南郴县，参与恢复生产，随后又赴衡阳机务段实习。1939年夏，经过衡阳路政司帮办杨毅的安排，孙竹生赴昆明川滇铁路机务室。由于处于抗日战争时期，孙竹生当了两年实习生，辗转多处，先后在机车、金工、锻造、木模等车间实习，在蒸汽机车中实习过看炉、洗炉、烧火、司机等工作，并参加了工厂拆迁、组装及恢复生产。
1939年秋，鉴于孙竹生实习已超过期限，川滇铁路机务室总工程师程孝刚向重庆路政司报告，将孙竹生转为工务员，在川滇铁路机务室任职，直接在程孝刚的领导下工作，协助程孝刚翻译英文、俄文资料，代抄程孝刚之论著，并在程孝刚的领导下和其他同事共同探讨学术问题。因资金困难，叙昆铁路难以开工建设，程孝刚乃介绍孙竹生赴西北公路局任职。临行前，程孝刚嘱咐孙竹生：“因我的介绍，西北公路局可能任命你为帮工程司，你还年青，最好婉言谢绝，仍当工务员，以便于学习。否则，你有什么问题诚心下问时，人家还以为你有意考人家呢。”到达兰州后，虽然孙竹生仍被委任为帮工程司，但程孝刚的嘱咐牢记于孙竹生心中。由于汽车与铁路专业差别很大，四个月之后，孙竹生还是回到了重庆，赴湘桂铁路任职数月。此时，程孝刚巳调任全国公路局总工程师，因当时中国正筹办滇缅铁路，故可派中国留学生赴美国实习。经程孝刚介绍，1941年11月，孙竹生赴美国留学。

### 留学美国
到美国后，孙竹生由当时在洛杉矶加州工学院的钱学森代办了入读普渡大学研究生院的手续及证件。孙竹生先入芝加哥通用车辆厂从事了一年的设计及实习工作，随后入普渡大学就读，一年半后获得硕士学位。此后由宋子文的代表尹仲容介绍，赴费城鲍尔温机车公司实习一年半。当时鲍尔温公司董事康佛司介绍孙竹生赴纽约通用电气公司任职，但孙竹生希望尽快学到机车车辆技术回中国服务，乃谢绝。孙竹生又赴加拿大蒙特利尔机车公司工作了一个时期。此时，德国已投降，孙竹生速回中国，除了在美国考察外，回国途中还考察了西欧铁路。经中国驻英国购料委员会介绍，孙竹生赴英国、法国、比利时、瑞士四国考察。1946年5月，由英国搭乘轮船回到上海。

### 沈阳、台湾、香港
回国后，孙竹生即赴沈阳参加了接管日本满州机车株式会社的工作，筹办沈阳机车车辆制造公司，并出任该公司总工程师。因对恢复生产作出很大贡献，受到公司嘉奖。1948年，该公司派孙竹生赴上海创办冷铸车轮厂，并出任台湾机械公司顾问，孙竹生因而赴台湾。当时，孙竹生的父亲孙越崎是中华民国经济部部长兼资源委员会主任委员，准备在香港投向中共领导的新政权，乃命儿子孙竹生离开台湾赴香港。在香港期间，孙竹生编辑出版《铁路机车车辆工程名词》。

### 唐山右派
在香港，孙竹生还决定接受唐山工学院院长唐振绪的聘任，后来于1950年初来到唐山交通大学担任教授，1952年出任机械系主任。
1956年，孙竹生、程孝刚等人参加了全国十二年科学规划会议，并共同在交通组从事制定牵引动力发展规划的工作。他们一起建议国家发展大功率蒸汽机车，并不断改进蒸汽机车，争取生产内燃机车、电力机车，采用电传动、液力传动的内燃机车应该并举，并且研究开发煤粉燃气轮机车。1956年，因改造蒸汽机车之功，孙竹生获评为全国铁路先进生产者，并且出席了全国先进生产者代表大会。
1957年，在反右运动中，孙竹生被指为主张“教授治校”，遭到严厉批判，被打成“右派”分子。从此，孙竹生遭受了一系列打击和迫害。文化大革命爆发后，因为是“右派”，所以孙竹生被强制劳动，整日在唐山交通大学校园内挑粪种菜。1976年唐山大地震时，孙竹生仍在唐山居住，但和父母没有住在一处，由于孙竹生家的屋子没有全倒，所以孙竹生及家人得以幸存。

### 西南交大
1980年代起，孙竹生在西南交通大学组建科研队伍，建立机车车辆研究所，并倡导发展铁路重载运输以及双层客车。他还和学生孙翔共同主持了重载列车动力学研究，为中国重载列车的开行奠定了理论基础。1990年5月，孙竹生创建的研究班子和其他方面的研究团队一道参与了大秦铁路万吨单元重载列车纵向动力学试验，试验获得成功。1989年8月，中国第一列25型双层旅客列车在上海至南京间投入使用。
孙竹生参加的“组合列车研究试验推广应用”获得1988年国家科技进步二等奖。孙竹生主持的“重载列车动力学研究”获得1990年铁道部科技进步二等奖。孙竹生作为主要研究人员参加的“双层旅客列车研制”获得1991年国家科技进步一等奖。孙竹生本人于1991年获得全国铁路优秀知识分子荣誉称号。

## 家庭
父亲孙越崎。